# László Gyula (borász)
László Gyula (Kutyfalva, 1926. szeptember 28. – Fokváros, 2010. július 21.[forrás?]) agrármérnök, szőlész és borász, szakíró. László József bátyja.

## Életútja
Középiskolai tanulmányait a marosvásárhelyi Református Kollégiumban végezte (1946), a kolozsvári Mezőgazdasági Főiskolán szerzett oklevelet (1951), a moszkvai Timirjazev Akadémián doktorált (1954). Pályáját tanársegédként kezdte a kolozsvári Mezőgazdasági Akadémián; a doktori cím megszerzése után a bukaresti Mezőgazdasági Kutatóintézetben a mikrobiológiai laboratórium vezetője, 1959-től az egyik leghíresebb román borvidék – Valea Călugărească – szőlészeti és borászati kutatóintézetének igazgatója. 1975-ben politikai okok miatt elhagyta Romániát, és a Dél-afrikai Köztársaságban telepedett le. Előbb kutató, majd a stellenboschi borkombinát vezérigazgatója.
Első közleményei az 1950-es évek elején jelentek meg; romániai tartózkodása alatt mintegy félszáz dolgozata látott nyomdafestéket román, francia és német szaklapokban, Dél-Afrikában angol nyelven publikált. A Csávossy Györggyel és Mezei Sándorral közösen írt Borászat (1963) alapvető jelentőségű munkája.